# Alcazarén
Alcazarén – gmina w Hiszpanii, w prowincji Valladolid, w Kastylii i León, o powierzchni 48,04 km². W 2011 roku gmina liczyła 733 mieszkańców.